# Zeugengeld
Das Zeugengeld oder in Deutschland die Zeugenentschädigung ist eine Entschädigung, die bezahlt wird, wenn eine Person als Zeuge vor Gericht erscheint, um zur Klärung eines Sachverhaltes beizutragen.
Mit dem Zeugengeld sollen die Kosten des Zeugen (Fahrtkosten, Arbeitsausfall) entschädigt werden. Die Entschädigung von Zeugen richtet sich in Deutschland nach dem Justizvergütungs- und -entschädigungsgesetz (JVEG). Seine Anwendbarkeit ergibt sich für den Zivilprozess aus § 401 ZPO, für den Strafprozess aus § 71 StPO, sowie für Verfahren nach der Verwaltungsgerichtsordnung aus § 28 VwGO i. V. m. § 401 ZPO. 
Nach § 19 JVEG erhalten Zeugen für folgende Posten Entschädigung:

## Fahrtkosten
Der Fahrtkostenersatz richtet sich nach § 5 JVEG. Für die Benutzung von öffentlichen Verkehrsmitteln werden die tatsächlich entstandenen Auslagen bis zur Höhe der entsprechenden Kosten für die Benutzung der ersten Wagenklasse der Bahn einschließlich der Auslagen für Platzreservierung und Beförderung des notwendigen Gepäcks ersetzt. Für die Reise im eigenen oder unentgeltlich überlassenen PKW wird eine Pauschale von 0,35 € pro Kilometer zuzüglich der aus Anlass der Reise regelmäßig anfallenden Auslagen erstattet. Eine erneute An- und Abreise während einer Terminsdauer wird nur dann ersetzt, wenn die Kosten im Verhältnis zu den Kosten, die ein Verbleiben am Terminort verursachen würde, geringer sind.

## Aufwandsentschädigung
Soweit ein Zeuge einen Gerichtstermin in einer Gemeinde, in der er weder wohnt noch berufstätig ist, wahrnimmt, erhält er für die Zeit seiner terminbedingten Abwesenheit von seiner Wohnung und seinem Tätigkeitsmittelpunkt ein Tagesgeld (§ 6 JVEG). Dieses Tagesgeld richtet sich nach § 4 Abs. 5 Satz 1 Nr. 5 Satz 2 i. V. m. § § 9 Abs. 4a Satz 3 Nr. 3 EStG. Die Pauschale beträgt demnach für eine Abwesenheit von mehr als acht Stunden ohne Übernachtung 14 Euro und 28 € für eine Abwesenheit von 24 Stunden. Für den An- und Abreisetag beträgt die Pauschale 14 Euro, wenn übernachtet werden muss. Übernachtungskosten werden nach den Bestimmungen des Bundesreisekostengesetzes (BRKG) erstattet. Nach § 7 Abs. 1 BRKG wird für Übernachtungskosten eine Pauschale in Höhe von 20 € erstattet. Höhere Übernachtungskosten werden nur erstattet, soweit sie notwendig sind.

## Entschädigung für Verdienstausfall
Nach § 22 JVEG erhalten Zeugen eine Entschädigung für Verdienstausfall. Die Höhe dieser Entschädigung richtet sich nach dem regelmäßigen Bruttoverdienst einschließlich der vom Arbeitgeber zu tragenden Sozialversicherungsbeiträge. Diese Entschädigung beträgt jedoch höchstens 25 € pro Stunde und ist auf 10 Stunden am Tag begrenzt.

## Entschädigung für Nachteile bei der Haushaltsführung
Gemäß § 21 JVEG erhalten Zeugen, die einen Haushalt für mehrere Personen führen, wenn sie nicht erwerbstätig sind oder wenn sie teilzeitbeschäftigt sind und außerhalb ihrer vereinbarten regelmäßigen täglichen Arbeitszeit als Zeuge herangezogen werden, eine Entschädigung in Höhe von 17 € pro Stunde. Für Teilzeitbeschäftigte werden maximal 10 Stunden pro Tag abzüglich der regelmäßigen täglichen Arbeitsstunden entschädigt. Soweit die Kosten einer notwendigen Vertretung für die Haushaltsführung des Zeugen erstattet wurde, entfällt die Entschädigung für Nachteile bei der Haushaltsführung.

## Entschädigung für Zeitversäumnis
Gemäß § 20 JVEG wird einem Zeugen ein Pauschalbetrag von 4 € pro Stunde für Zeitversäumnis gezahlt, soweit weder für einen Verdienstausfall noch für Nachteile bei der Haushaltsführung eine Entschädigung zu gewähren ist, es sei denn, dem Zeugen ist durch seine Heranziehung ersichtlich kein Nachteil entstanden.

## Ersatz für sonstige Aufwendungen
Soweit der Zeuge in Zusammenhang mit der Wahrnehmung eines Gerichtstermins sonstige notwendige Auslagen hatte, werden diese gemäß § 7 JVEG ersetzt. Darunter fallen insbesondere Auslagen für notwendige Vertretungen und notwendige Begleitpersonen. Erstattungsfähig sind auch Kopien, Ausdrucke und die Überlassung elektronischer Dateien. Dies gilt jedoch nur für Ablichtungen und Ausdrucke aus Behörden- und Gerichtsakten, soweit deren Herstellung zur sachgemäßen Vorbereitung oder Bearbeitung der Angelegenheit geboten war, sowie für Ablichtungen und zusätzliche Ausdrucke, die nach Aufforderung durch die heranziehende Stelle angefertigt worden sind.